# Лопес, Алехандро
Алехандро Лопес Санчес (исп. Alejandro López Sánchez более известный под своим именем Алекс Лопес (исп. Álex López); род. 11 января 1988 года в Ферроль) — испанский футболист, полузащитник клуба «Расинг» (Ферроль).

## Клубная карьера
Алекс является воспитанник футбольного клуба «Расинг» (Ферроль). В 2005 году присоединился к основному составу.
Его дебют в профессиональном футболе состоялся 14 мая 2005 года в матче против «Тенерифе» (2:2). Тогда 17 летний полузащитник заменил Сирила Гранона на 78 минуте. В том сезоне сыграл всего лишь 2 встречи. Следующий сезон «Расинг» (Ферроль) отдал его в аренду.
Из-за отсутствия игровой практики в «Расинге» (Ферроль), Алекс покинул клуб. Зимой 2007 года подписал контракт с представителем Терсеры — «Нарон». После трёх сезонов в команде им заинтересовалась «Сельта».
3 июля 2009 года, Алекс подписал контракт с «Сельтой», после чего был переведён в дубль команды. Спустя год выступления за «Сельту Б», Эусебио Сакристан заявил его на матч против «Сосьедада», а 13 июня 2010 года Санчес дебютировал за основной состав (0:2).
В сезоне 2010/11 стал основным игроком команды. По итогам сезона, «Сельта» выходит в Ла Лигу, а Алекса признают лучшим игроком «Сельты» этого года. В следующем сезоне он также остался ключевым игроком, выйдя в стартовом составе в 38 матчах. 9 июля 2015 года подписал контракт с клубом до 2019 года.
Руководство «Сельты» решило отдать его в аренду, и летом 2015 года он перешёл в «Шеффилд Уэнсдей». 27 июля 2016 года на правах аренды перешёл в испанский «Реал Вальядолид». В случае выхода в Ла Лигу, клуб имеет право выкупить игрока.